# Michał Skotnicki
Michał Tomasz Skotnicki (ur. 18 lutego 1973 w Staszowie) – polski samorządowiec i nauczyciel, w latach 2014–2018 starosta staszowski, od 2024 wicewojewoda świętokrzyski.

## Życiorys
Ukończył studia geograficzne w Wyższej Szkole Pedagogicznej w Kielcach, kształcił się także podyplomowo w zakresie fizyki, zarządzania oświatą oraz informatyki. Po studiach powrócił do Szydłowa, przez 13 lat pracował jako nauczyciel. Od 2019 do 2021 pełnił funkcję pełnomocnika prezesa ds. rozwoju regionalnego Zakładu Doskonalenia Zawodowego w Kielcach. Zajął się także prowadzeniem gospodarstwa sadowniczego. Prezes powiatowej Ochotniczej Straży Pożarnej, działał również w Związku Młodzieży Wiejskiej.
W 1997 zaangażował się w działalność polityczną w ramach Polskiego Stronnictwa Ludowego, został szefem powiatowych struktur partii. W 2002 i 2010 wybierany radnym gminy Szydłów, zaś w 2006, 2014 i 2018 do rady powiatu staszowskiego. Zajmował stanowisko wicestarosty (2010–2014) i starosty (2014–2018) staszowskiego. Kandydował do Sejmu w 2011, 2015 i 2019. 16 stycznia 2024 powołany na stanowisko wicewojewody świętokrzyskiego.